# Mariella Burani
Il gruppo Mariella Burani è stata un'azienda di abbigliamento, gioielleria e orologeria. Fondata nel 1960, da piccola realtà locale si è trasformata in una società per azioni quotata alla borse di Milano e Londra. Nel febbraio 2010 è stato dichiarato il fallimento del gruppo.

## Storia

### Fondazione
Nel 1960 Walter Burani assieme alla moglie Mariella fondano la Selene, azienda che si occupa di produzione e distribuzione di abbigliamento per bambini.
Negli anni '80, dopo aver fatto esperienza con il prêt-à-porter per donna dalla metà degli anni '70, comincia ad esportare all'estero e a segmentare il mercato con l'inserimento di altre linee e l'apertura di negozi monomarca.

### Licenze di produzione e distribuzione
Fra le prime aziende a capire l'importanza delle licenze, stipula alla fine degli anni '80 con Valentino un accordo di produzione e distribuzione per le collezioni Carisma e Carisma Rouge.
Questa strategia viene perseguita anche negli anni '90: infatti l'azienda diventa licenziataria per il marchio Gai Mattiolo, segue Calvin Klein collezione donna. In questi anni inoltre continua l'apertura di punti vendita monomarca e prosegue l'espansione a livello internazionale.

### Quotazione in Borsa ed espansione del Gruppo
Nel luglio del 2000, viene annunciato l'ingresso nel listino STAR alla Borsa di Milano. Le azioni vengono vendute a 7 euro l'una il 13 e 14 luglio 2000.
Dal 2000 al 2007 sono anni di acquisizioni e aperture di nuovi punti vendita monomarca.
Vengono acquisite diverse aziende del settore della pelletteria, tra le quali Braccialini e Baldinini, Coccinelle, lo scopo è coprire aree geografiche diverse, oltre ad offrire una gamma di prodotto che si avvale della fantasia e del know-how delle migliori aziende del made in Italy.
Per espandere la divisione leathers-goods viene fondata e quotata in borsa nel 2006 Antichi pellettieri alla quale fanno riferimento le aziende acquisite in questi anni; le azioni vengono offerte a 7,7 euro l'una.
Dal 2006 vengono fatti i primi passi per entrare in un settore molto importante della moda, l'oreficeria. La prima acquisizione è Facco Corporation (51%), alla quale seguono l'acquisizione di Rosato (50%), Valente, e Calgaro.
Nel 2007 viene siglata una joint-venture con Damas, leader internazionale nella distribuzione di gioielleria.
Nel luglio 2007 le azioni arrivano a valere 27,19 euro l'una.

### Crisi e fallimento
Dall'estate 2008, il valore delle azioni Mariella Burani continua a diminuire drasticamente; il 28 agosto 2009 vengono scambiate a 2,522 euro l'una. Il 31 agosto la Borsa italiana comunica la sospensione a tempo indeterminato delle azioni ordinarie Mariella Burani F. G. dalle negoziazioni..
L'11 gennaio 2010 la procura di Milano ha depositato una richiesta di fallimento per Mariella Burani.
L'11 febbraio il Tribunale di Milano ha dichiarato il fallimento della Burani Designer Holding. I giudici, che hanno quindi stabilito la competenza territoriale del procedimento nel capoluogo lombardo, nella sentenza sostengono che non esistono "le condizioni minime per una operazione di salvataggio" della controllata, per via indiretta, Mariella Burani Fashion Group. La sentenza ha inoltre nominato quale curatore fallimentare Diego Moscato.
Il 26 febbraio 2010 si è dimesso l'intero consiglio di amministrazione di Mariella Burani Fashion Group.
Il 28 luglio 2010 la guardia di finanza di Reggio Emilia ha arrestato Walter Burani e il figlio Giovanni con l'accusa di bancarotta fraudolenta. Al padre Walter sono stati concessi gli arresti domiciliari mentre il figlio Giovanni è stato condotto a San Vittore. Il 26 settembre anche a Giovanni Burani sono concessi gli arresti domiciliari.
Il fallimento della società e gli azionisti (questi ultimi assistiti dall'avv. Daniele Iarussi), durante la pendenza del processo penale, hanno avviato giudizi civili tuttora pendenti per i ristori dei pregiudizi subiti.

## Azionariato
- 74,223% Walter Burani
- 2,908% Lehman Brothers Holdings Inc
- 2,056% Powe Capital Management LLP